# Henryetta
Henryetta is een plaats (city) in de Amerikaanse staat Oklahoma, en valt bestuurlijk gezien onder Okmulgee County.

## Demografie
Bij de volkstelling in 2000 werd het aantal inwoners vastgesteld op 6096.
In 2006 is het aantal inwoners door het United States Census Bureau geschat op 6100, een stijging van 4 (0.1%).

## Geografie
Volgens het United States Census Bureau beslaat de plaats een oppervlakte van
15,7 km², waarvan 15,6 km² land en 0,1 km² water. Henryetta ligt op ongeveer 208 m boven zeeniveau.

## Plaatsen in de nabije omgeving
De onderstaande figuur toont nabijgelegen plaatsen in een straal van 20 km rond Henryetta.